# مركز تعاونية المتوكلة (بئر طمطم)
مركز تعاونية المتوكلة هو دُوَّار يقع بجماعة بئر طم طم، إقليم صفرو، جهة فاس مكناس في المملكة المغربية. ينتمي الدوّار لمشيخة بئر طمطم التي تضم 11 دوار. يقدر عدد سكانه بـ 208 نسمة حسب الإحصاء الرسمي للسكان والسكنى لسنة 2004.

## روابط خارجية
- البوابة الوطنية للجماعات الترابية نسخة محفوظة 12 مارس 2018 على موقع واي باك مشين.
- المندوبية السامية للتخطيط